# Teatro Studio

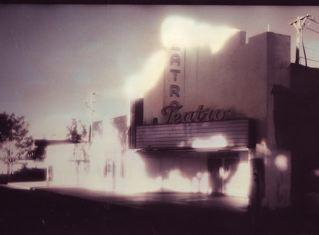
Teatro Studio

Teatro Studio också känd som Boulevard Theater är en musikstudio belägen i Oxnard Kalifornien som öppnade 1920. På 1960-talet blev studion en framgångsrik spanskspråkig teater som var aktiv fram till 1993. 1995 hyrde producenten Daniel Lanois tillsammans med Mark Howard och gjorde om teatern till en inspelningsstudio. Studion är idag den äldsta teaterbyggnaden i Oxnard. 2007 köptes studion av Paul Sangster.

## Artister och band
1997 spelade Bob Dylan in demon för sitt första platinumcertifierade album sedan 1979, Time Out of my Mind, i Teatro Studio. 
Willie Nelsons 45e studioalbum spelades in och namngavs efter studion, Teatro. Studion förekommer även på albumomslaget.
1998 spelade Red Hot Chili Peppers in demomaterialet till albumet som skulle bli Californication i Teatro Studio. 
2014 spelade Neil Young and Promise in sitt album The Monsanto Years. 
Andra artister som avänt studion är artister som Iggy Pop, Marianne Faithful, U2 och Emmylou Harris.